# Lijst van golfbanen in Zuid-Afrika
Deze lijst van golfbanen in Zuid-Afrika geeft een overzicht van golfbanen die gevestigd zijn in Zuid-Afrika en onderverdeeld zijn in hun provincies.
Het bevat alleen golfbanen met "18-holes". De overige golfbanen met "9-holes" golfbanen kan geraadpleegd worden via de links onderaan van dit artikel, maar vanwege de golftoernooien staan er sommigen hierin vermeld.

## Gauteng
- Akasia Country Club, Pretoria

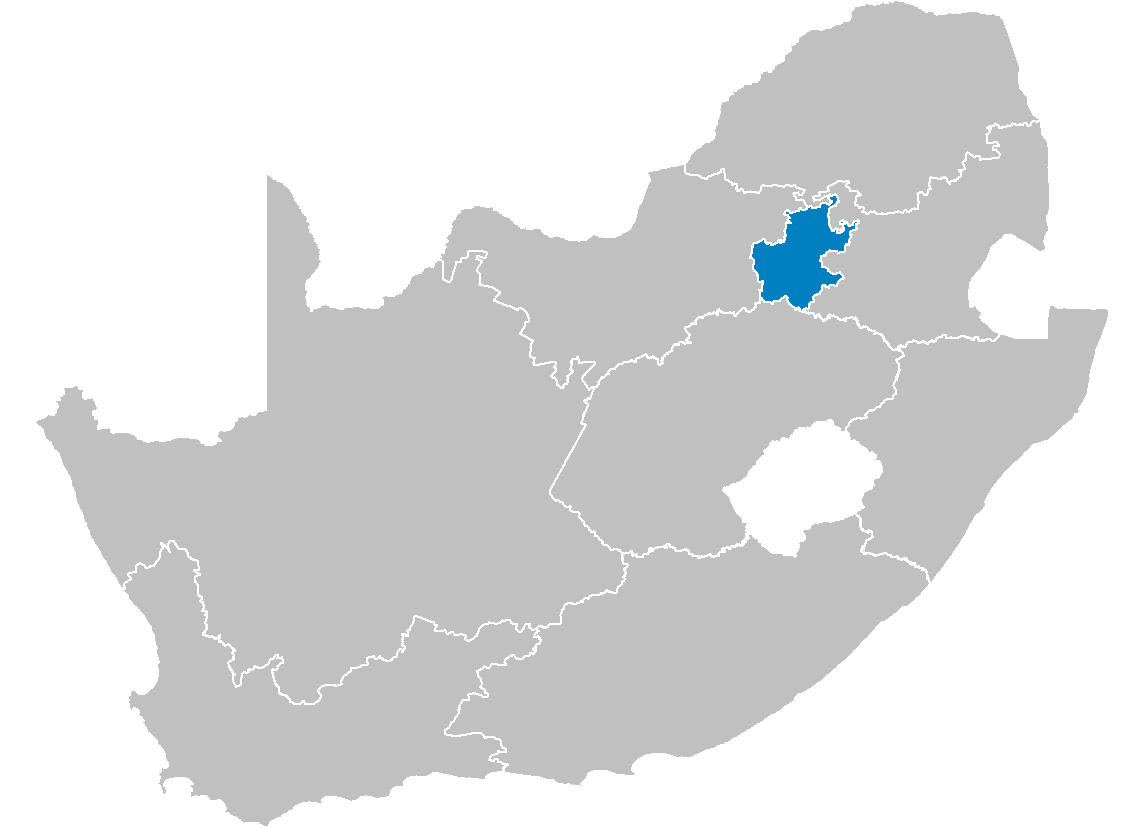
Provincie Gauteng

- Avion Park Golf Club, Johannesburg
- Benoni Country Club, Benoni
- Benoni Lake Club, Benoni
- Blue Valley Golf & Country Estate, Centurion
- Blyvooruitzicht Golf Club, Blyvooruitzicht
- Bronkhortspruit Golf Club, Bronkhorstspruit
- Bryanston Golf Club, Johannesburg
- Centurion Country Club, Centurion
- CMR Golf Club, Roodepoort
- Country Club Johannesburg, Johannesburg
- Crown Mines Golf Club, Johannesburg
- Cullinan Golf Club, Cullinan
- Dainfern Country Club, Johannesburg
- Daveyton Golf Club, Germiston
- Durban Deep Golf Club, Johannesburg
- Eagle Canyon Golf Estate, Johannesburg
- Ebotse Golf & Country Estate, Benoni
- Emfuleni Country Club, Vanderbijlpark
- Engineers Golf Club, Marievale
- ERPM Golf Club, Boksburg
- Gardener Ross Golf & Country Estate, Centurion
- Germiston Golf Club, Germiston
- Glendower Golf Club, Johannesburg
- Glenvista Country Club, Glenvista
- Goldfields West Golf Club, West Driefontein
- Heidelberg Golf Club, Heidelberg
- Heron Banks Golf & River Estate, Sasolburg
- Hillside Golf Club, Pretoria
- Houghton Golf Club, Houghton
- Irene Country Club, Irene
- Jackal Creek Golf Estate, Johannesburg
- Kempton Park Golf Club, Kempton Park
- Killarney Country Club, Johannesburg
- Krugersdorp Golf Club, Krugersdorp
- Kyalami Country Club, Kyalami
- Leeuwkop Golf Club, Sunninghill
- Linksfield Golf Club, Johannesburg
- Maccauvlei Golf Club, Vereeniging
- Meyerton Golf Club, Meyerton
- Modderfontein Golf Club, Johannesburg
- Nigel Golf Club, Nigel
- Observatory Golf Club, Johannesburg
- Park View Golf Club, Johannesburg
- Pebble Rock Golf Club, Pretoria
- Pollak Park Golf Club, Springs
- Pretoria Country Club, Pretoria
- Pretoria Golf Club, Pretoria
- Randfontein Golf & Country Club, Randfontein
- Randpark Golf Club, Johannesburg
- Reading Country Club, Alberton
- Riviera on Vaal Country Club, Vereeniging
- Roodepoort Country Club, Roodepoort
- Royal Johannesburg & Kensington Golf Club, Johannesburg
- Royal Oak Country Club, Brakpan
- Sandonia Golf Club, Pretoria
- Serengeti Golf Club, Serengeti
- Silver Lakes Country Club, Pretoria
- Southdowns Country Club, Johannesburg
- Soweto Country Club, Soweto
- Springs Golf Club, Johannesburg
- State Mines Country Club, Johannesburg
- The Country Club Johannesburg, Johannesburg
- The Lake Club Benoni, Benoni
- Venterspost Golf Club, Venterspost
- Wanderers Golf Club, Johannesburg
- Waterkloof Golf Club, Waterkloof
- Waterpan Golf Club, Westonaria
- Wingate Park Country Club, Pretoria
- Woodhill Country Club, Pretoria
- Zwartkop Country Club, Pretoria

## KwaZoeloe-Natal

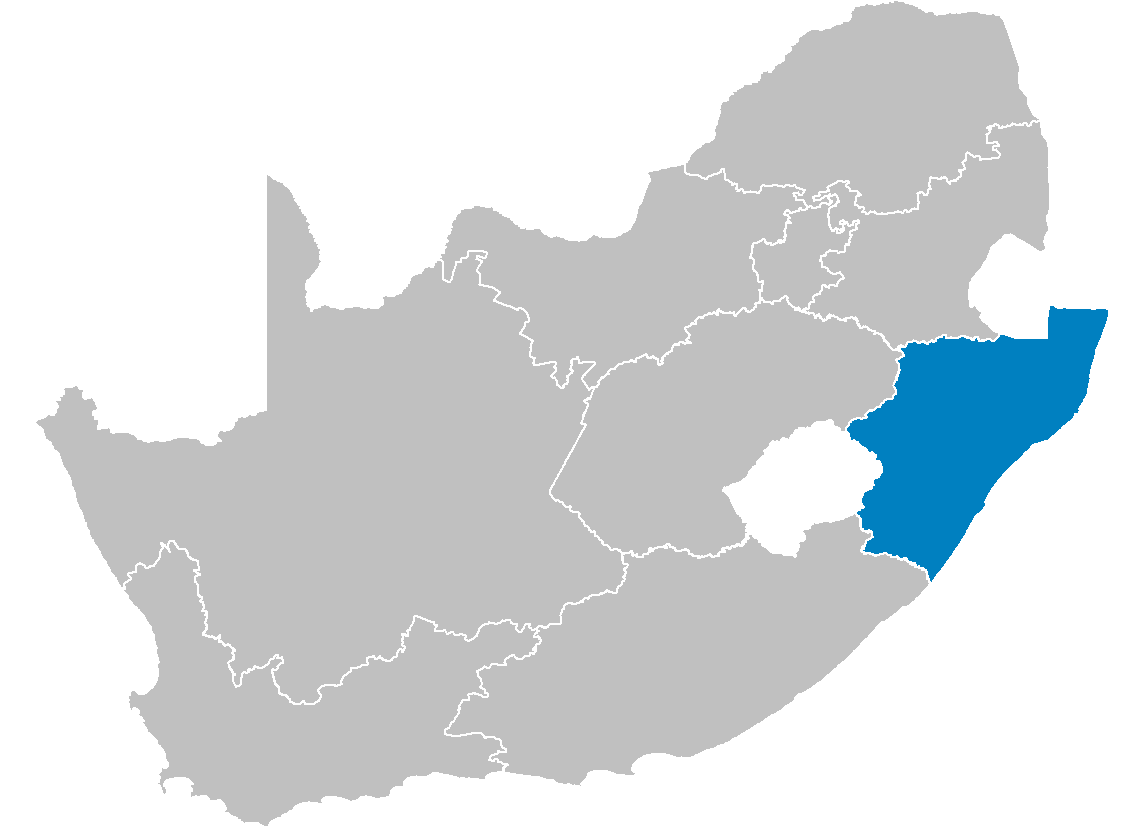
Provincie KwaZoeloe-Natal

- Amanzimtoti Country Club, Amanzimtoti
- Bluff National Park Golf Club, Durban
- Cato Ridge Country Club, Cato Ridge
- Champagne Sports Resort, Cathkin Park
- Cotswold Downs Golf Club, Durban
- Dunblane Golf & Trout Estate, Newcastle
- Dundee Country Club, Dundee
- Durban Country Club, Durban
- Empangeni Country Club, Empangeni
- Eshowe Hills Country Club, Eshowe
- Glengarry Country Club, Underberg
- Kloof Country Club, Durban
- Kokstad Golf Club, Kokstad
- Ladysmith Country Club, Ladysmith
- Margate Country Club, Margate
- Maritzburg Golf Club, Pietermaritzburg
- Mount Edgecombe Country Club, Durban
- Mzingazi Golf Estate, Richardsbaai
- Newcastle Golf Club, Newcastle
- Papwa Sewgolum Golf Course, Durban
- Port Shepstone Country Club, Port Shepstone
- Prince's Grant Golf Club, KwaDukuza
- Royal Durban Golf Club, Durban
- Sakabula Golf Club, Durban
- San Lameer Golf Club, Southbroom
- Scottburgh Golf Club, Scottburgh
- Selborne Country Club, Pennington
- Simbithi Country Club, Scottburgh
- Southbroom Golf Club, Southbroom
- St. Cathryn`s Golf Club, Kranskop
- Umdoni Park Golf Club, Pennington
- Umhlali Country Club, Ballitoville
- Umkomaas Golf Club, Umkomaas
- Victoria Country Club, Pietermaritzburg
- Wild Coast Sun Country Club, Port Edward
- Windsor Park Golf Course, Durban
- Zimbali Country Club, Ballitoville

## Limpopo
- Euphoria Golf Estate, Modimolle

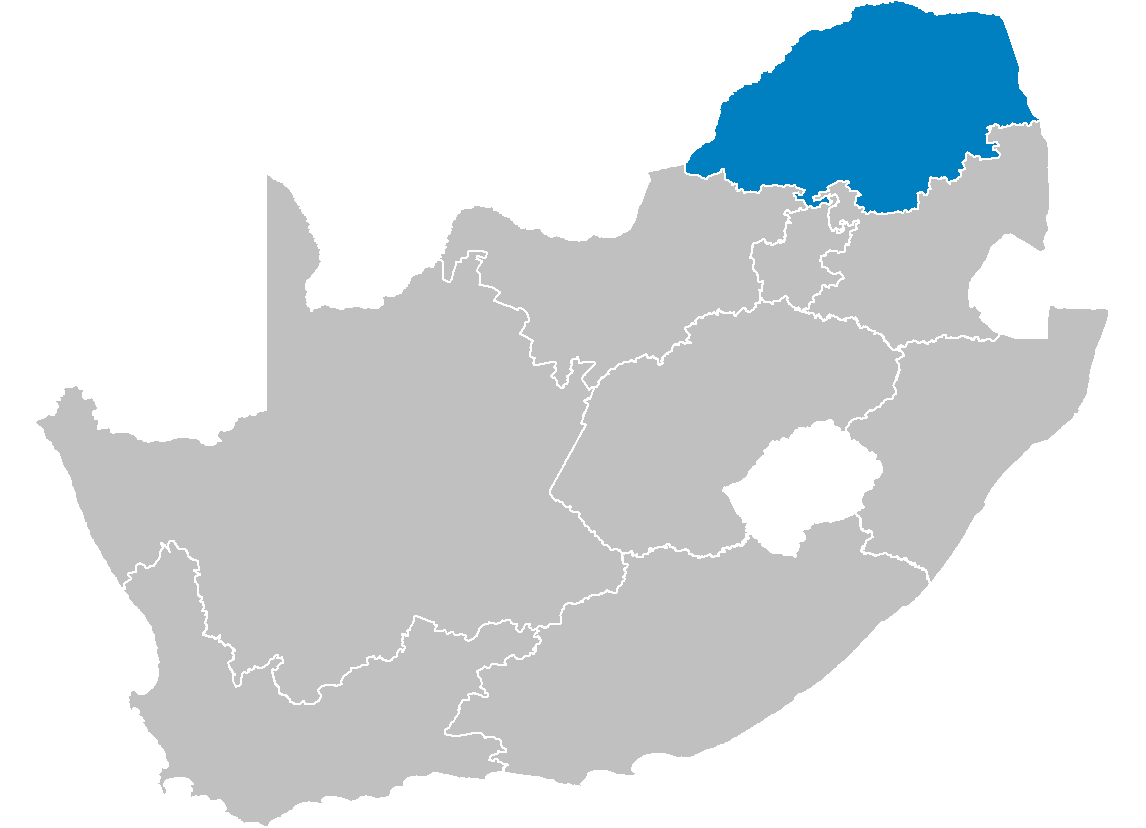
Provincie Limpopo

- Hans Merensky Country Club, Phalaborwa
- Koro Creek Bushveld Golf Estate, Modimolle
- Legend Golf & Safari Resort, Mokopane
- Mogol Golf Club, Lephalale
- Polokwane Golf Club, Polokwane
- Potgietersrus Golf Club, Mokopane
- Royal Northland Golf Club, Bela Bela
- Thabazimbi Golf Club, Thabazimbi
- Tzaneen Country Club, Tzaneen
- Zebula Country Club, Bela Bela

## Mpumalanga
- Ermelo Country Club, Ermelo
- Graceland Country Club, Secunda
- Kranspoort Golf Club, Middelburg
- Leopard Creek Golf Club, Malelane
- Malelane Country Club, Malelane

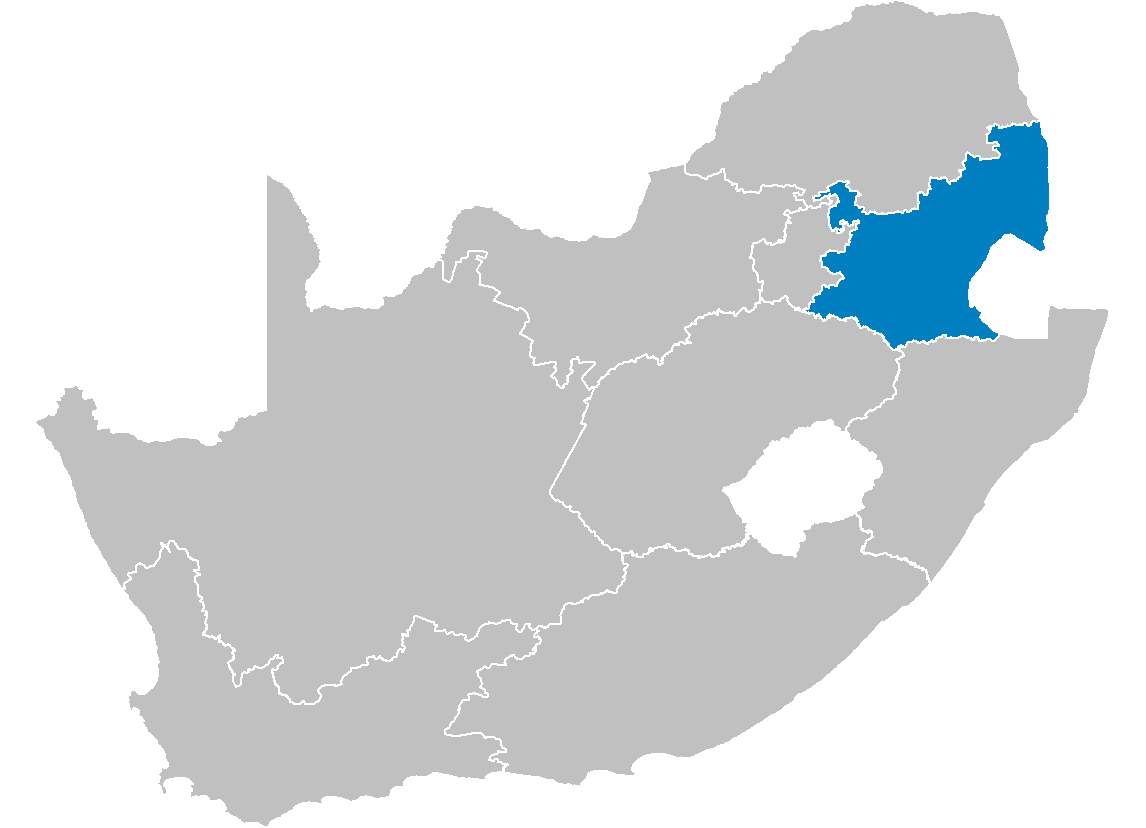
Provincie Mpumalanga

- Middelburg Country Club, Middelburg
- Nelspruit Golf Club, Nelspruit
- Sabie River Bungalows Golf Club, Hazyview
- Tweefontein Golf Club, Coalville
- Walker Park Golf Club, Evander
- White River Country Club, Witrivier
- Witbank Golf Club, Witbank

## Oost-Kaap
- Alexander Golf Club, Oost-Londen

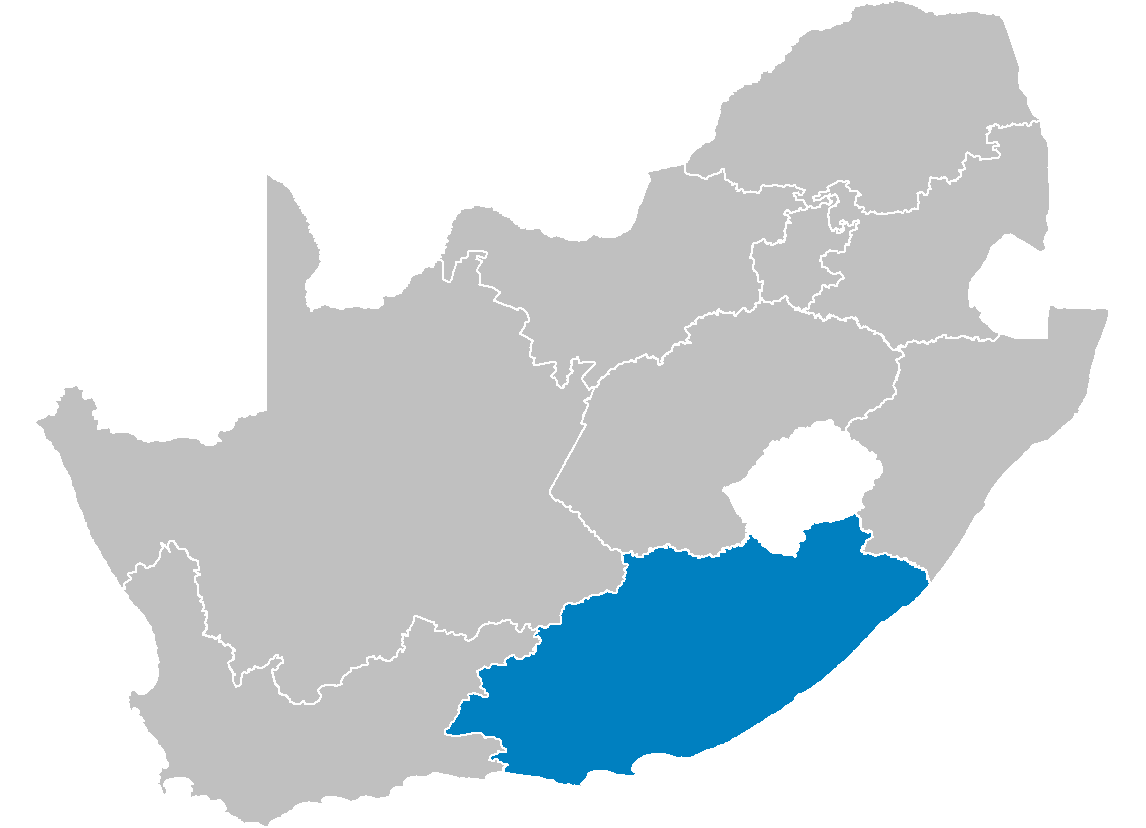
Province Oost-Kaap

- Bushman Sands Golf Club, Alicedale
- East London Golf Club, Oost-Londen
- Fish River Sun Country Club, tussen Port Alfred en Oost-Londen
- Fynbos Golf Club, Eersterivier
- Grahamstown Golf Club, Grahamstown
- Humewood Golf Club, Port Elizabeth
- King Williams Town Golf Club, Koning Willemstad
- Mthatha Country Club, Umtata
- Port Elizabeth Golf Club, Port Elizabeth
- Queenstown Golf Club, Queenstown
- Royal Port Alfred Golf Club, Port Alfred
- St. Francis Bay Golf Club, Sint-Francisbaai
- St. Francis Links Golf Club, Sint-Francisbaai
- Uitenhage Golf Club, Uitenhage
- Walmer Country Club, Port Elizabeth
- West Bank Golf Club, Oost-Londen

## Noord-Kaap

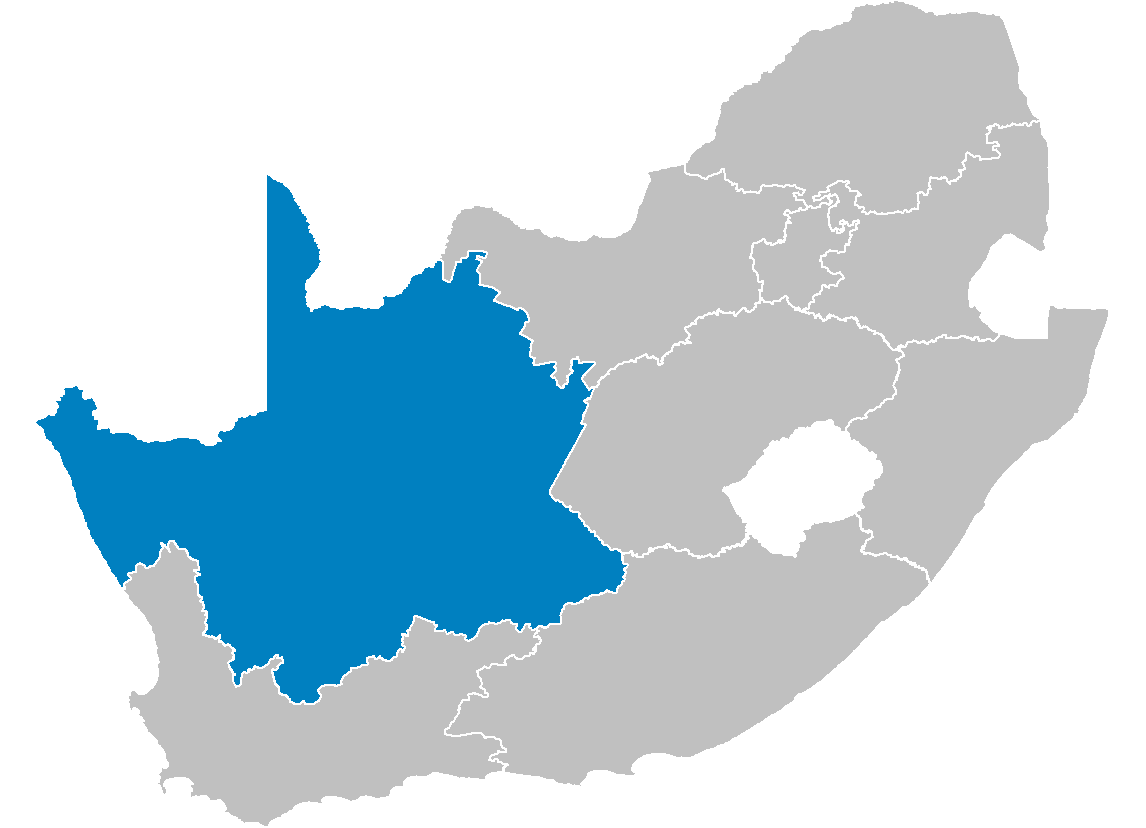
Provinde Noord-Kaap

- Kimberley Golf Club, Kimberley
- Sishen Golf Club, Kathu
- Upington Golf Club, Upington

## Noordwest

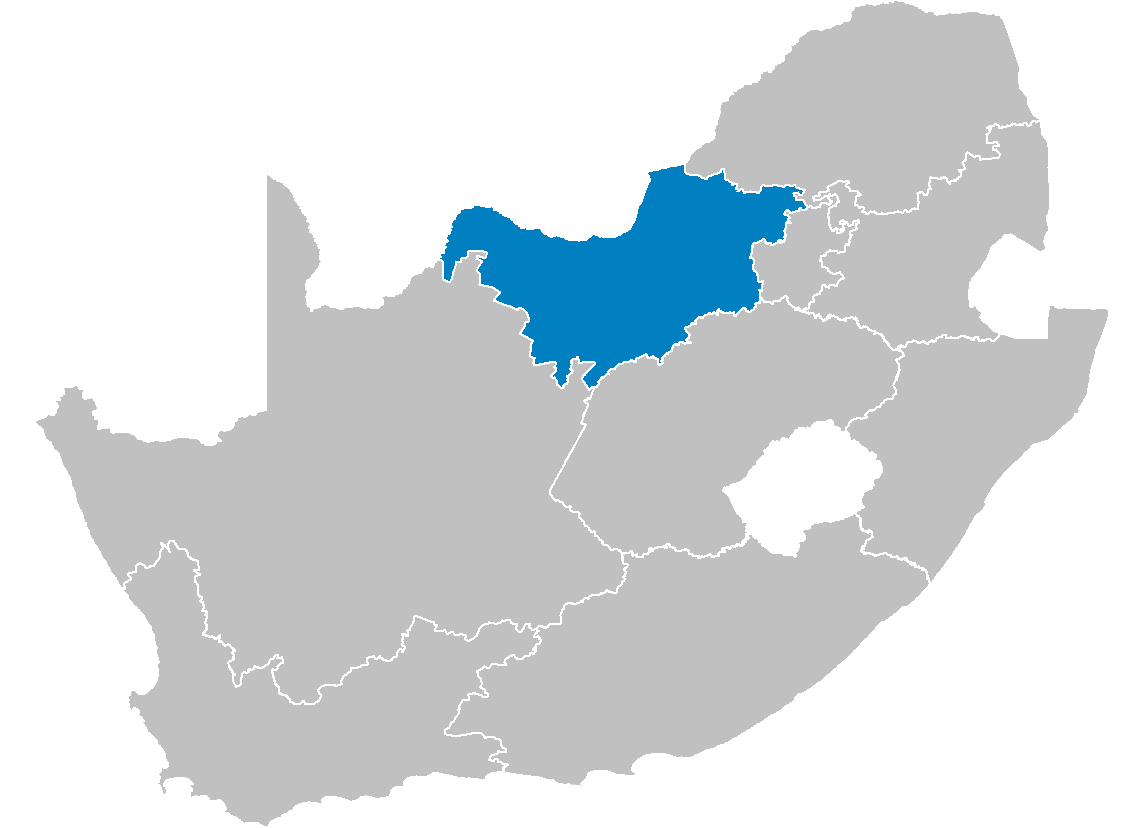
Provincie Noordwest

- Gary Player Country Club, Sun City
- Klerksdorp Golf Club, Klerksdorp
- Leopard Park Golf Club, Mmabatho
- Lost City Golf Course, Sun City
- Magaliespark Country Club, Skeerpoort
- Mooinooi Golf Club, Mooinooi
- Orkney Golf Club, Orkney
- Pecanwood Golf & Country Club, Hartbeespoort
- Potchefstroom Country Club, Potchefstroom
- Rustenburg Golf Club, Rustenburg
- Sandy Lane Golf Club, Hartbeespoort

## Vrijstaat
- Bethlehem Country Club, Bethlehem

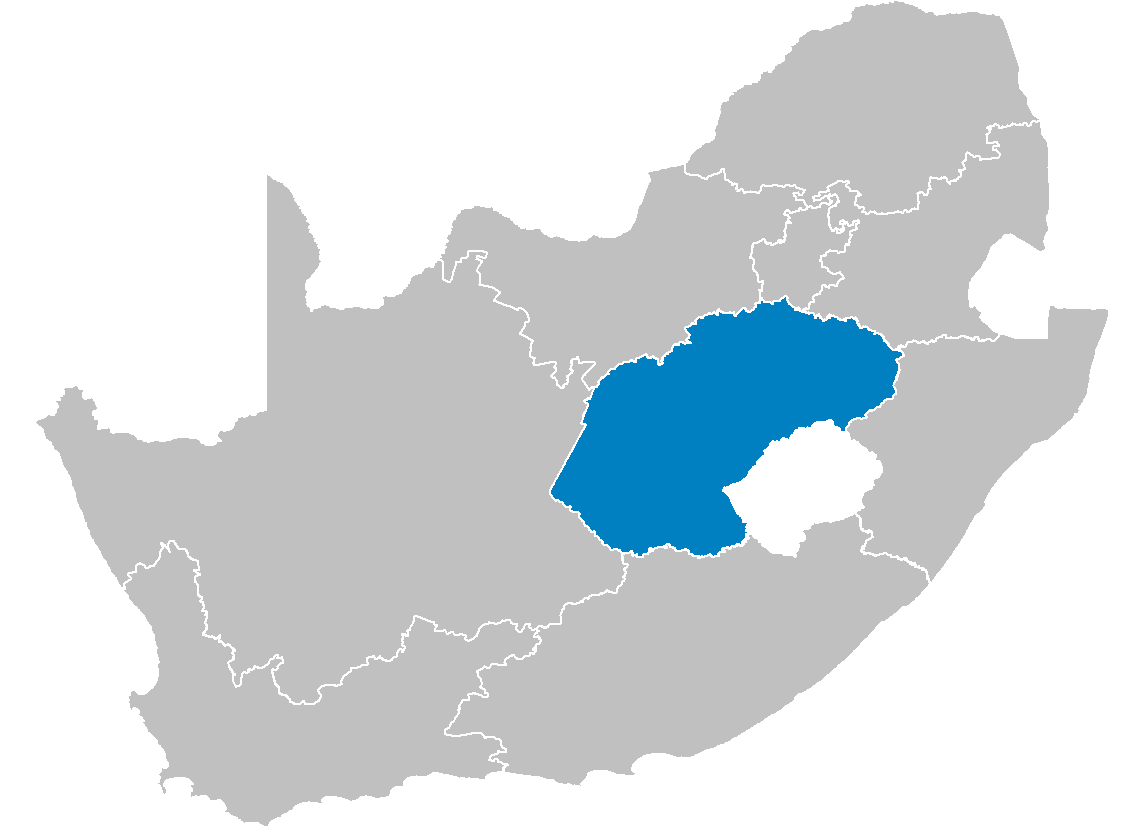
Provincie Vrijstaat

- Bloemfontein Golf Club, Bloemfontein
- Clarens Golf and Trout Estate, Clarens
- Kroonstad Country Club, Kroonstad
- Oppenheimer Park Golf Club, Welkom
- Parys Golf & Country Estate, Parys
- Schoeman Park Golf Club, Bloemfontein
- Tempe Golf Club, Bloemfontein
- Vaal de Grace Golf Estate, Parys

## West-Kaap

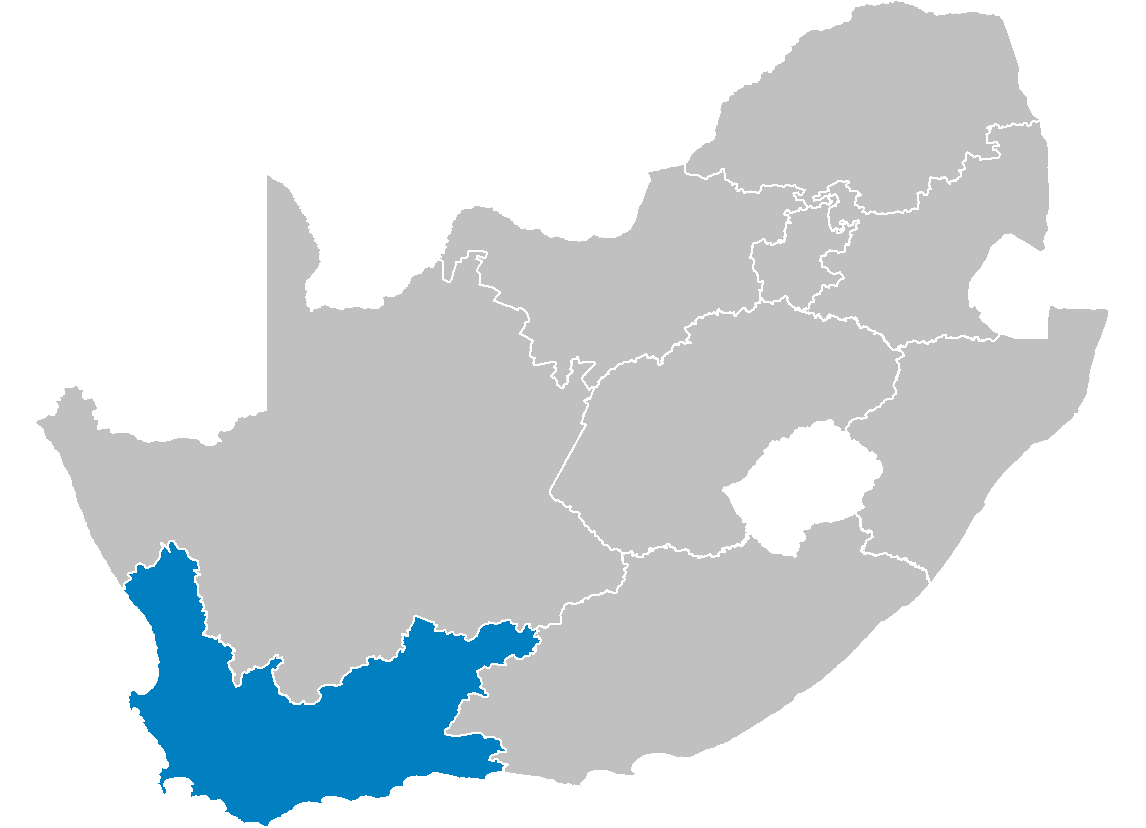
Provincie West-Kaap

- Arabella Country Estate, Kleinmond
- Atlantic Beach Golf Club, Melkbosstrand
- Bellville Golf Club, Bellville
- Clovelly Country Club, Clovelly
- De Zalze Golf Club, Stellenbosch
- Devonvale Golf & Wine Estate, Stellenbosch
- Durbanville Golf Club, Durbanville
- Erinvale Golf Club, Somerset West
- Fancourt, George
- Fancourt Montagu Golf Club, George
- Fancourt The Links Golf Course, George
- George Golf Club, George
- Goose Valley Golf Club, Plettenbergbaai
- King David Golf Club, Kaapstad
- Knysna Golf Club, Knysna
- Kuils River Golf Club, Kuils River
- Langebaan Country Club, Langebaan
- Milnerton Golf Club, Milnerton
- Mossel Bay Golf Club, Mosselbaai
- Mowbray Golf Club, Kaapstad
- Oubaai Golf Club, Kaapstad
- Paarl Golf Club, Paarl
- Parow Golf Club, Kaapstad
- Pearl Valley Golf Estates, tussen Franschhoek en Paarl
- Pezula Golf Club, Knysna
- Pinnacle Point Beach and Golf Resort, Mosselbaai
- Plettenberg Bay Country Club, Plettenbergbaai
- Potchefstroom Country Club, Potchefstroom
- Robertson Golf Club, Robertson
- Rondebosch Golf Club, Kaapstad
- Royal Cape Golf Club, Kaapstad
- Simola Golf & Country Estate, Knysna
- Simon's Town Golf Club, Simonstad
- Somerset West Golf Club, Somerset West
- Steenberg Golf Estate, Kaapstad
- Stellenbosch Golf Club, Stellenbosch
- Strand Golf Club, Strand
- Theewaterskloof Country Estate, Theewaterskloof
- Westlake Golf Club, Kaapstad
- Worcester Golf Club, Worcester